# Nagykáta
Nagykáta é uma cidade da Hungria, situada no condado de Peste. Tem 81,61 km² de área e sua população em 2019 foi estimada em 12.280 habitantes.